# Kleinseitner Brückenturm

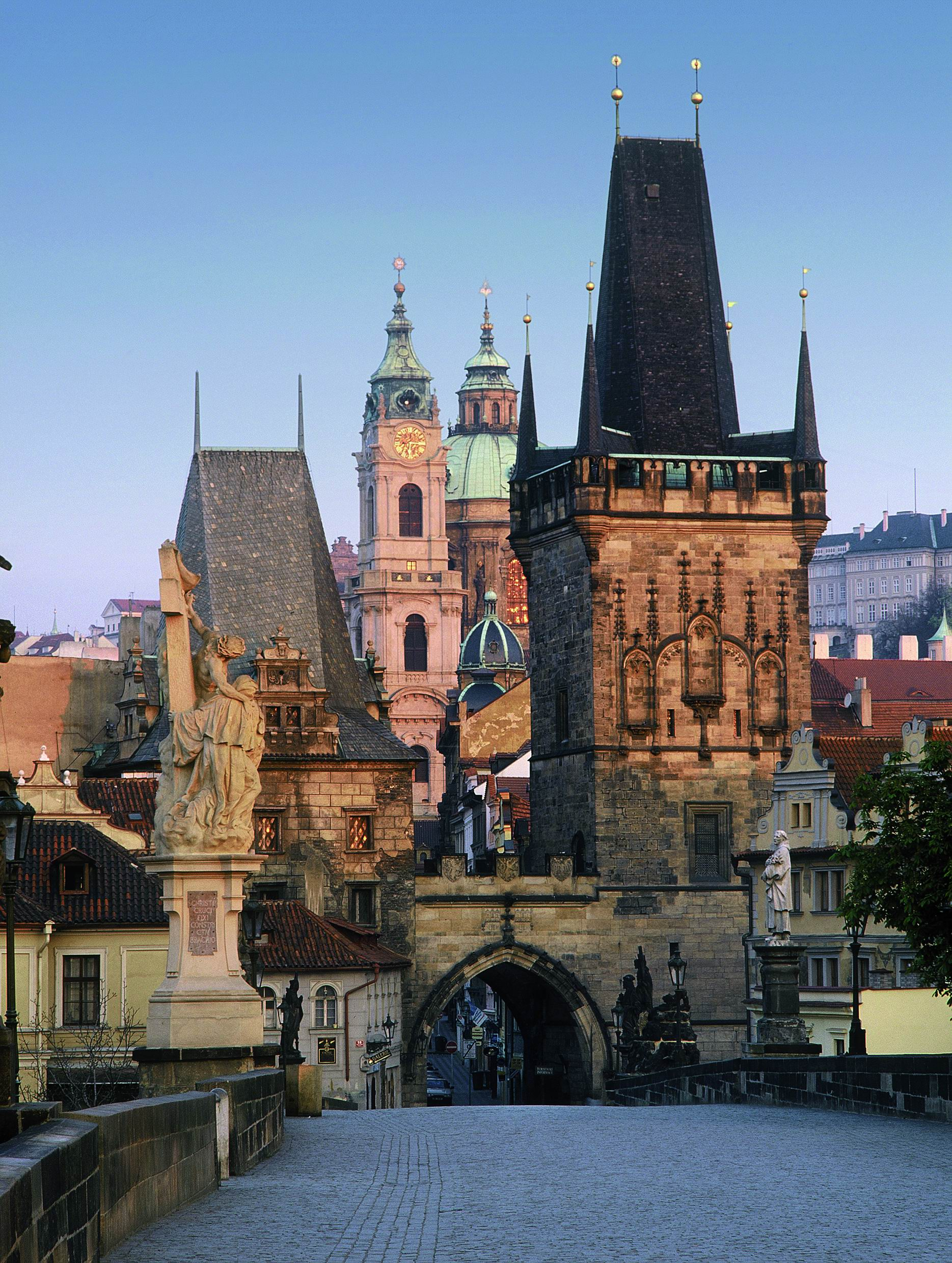
Der Kleinseitner Brückenturm, dahinter die Kirche St. Nikolaus

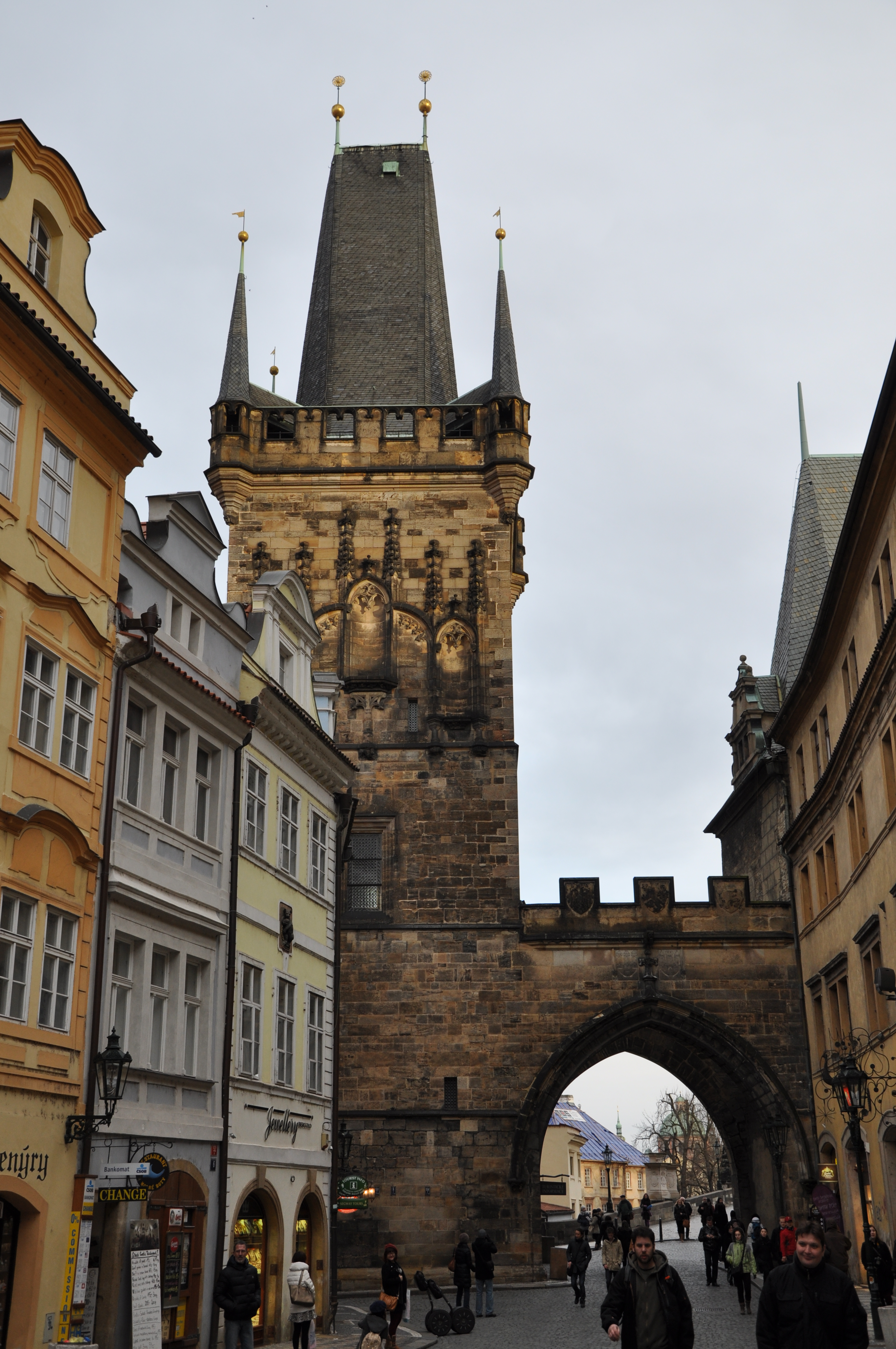
Ansicht von der Kleinseite

Der Kleinseitner Brückenturm (tschechisch: Malostranská mostecká věž) ist ein gotischer Torturm in Prag. Er steht am westlichen Ende der Karlsbrücke auf der Kleinseite, nach der er benannt ist. Das Turmbauwerk ist über einen einetagigen Torbogen mit dem älteren Turm der Judithbrücke baulich verbunden. Deshalb sind es genau genommen zwei Brückentürme.

## Geschichte und Beschreibung
Der Kleinseitner Brückenturm wurde um 1464 im Auftrag von König Georg von Podiebrad wahrscheinlich an der Stelle eines älteren romanischen Turms errichtet. Seine Gestaltung im spätgotischen Stil lehnt sich an den Altstädter Brückenturm am anderen Ende der Brücke an. Er weist auf seiner Ostseite Reliefs in Bogenform mit aufgesetzten stilisierten Türmchen auf. Sein Aussichtsumgang ist ebenfalls für die Öffentlichkeit zugängig. Die Eckerker werden mit schlanken spitzen Türmchen abgeschlossen. Der Turm hat eine Höhe von etwa 30 Metern über dem Fahrbahnniveau.
Der kleinere Turm ist nach Hochwasser- und Brandzerstörungen von der Vorgängerbrücke erhalten geblieben. Er wurde im Jahr 1591 zu seinem heutigen Aussehen umgebaut, das weitestgehend der Renaissance entspricht. Aus der ersten Bauzeit sind Reste von Sgraffito, Fenster, Giebel und das Dach erhalten.
Beide Türme wurden über ein Stück mit Zinnen besetzter mittelalterlicher Mauer baulich verbunden. Das Tor bildet den Zugang zur Prager Kleinseite und hat in erster Linie eine Schmuckfunktion.